# Iván Cepeda Castro
Iván Cepeda Castro (* 1962 in Bogotá) ist ein kolumbianischer Menschenrechtsanwalt und Politiker. Er ist seit 2010 Abgeordneter der Polo Democrático Alternativ (PDA) im Kongress der Republik Kolumbien. Außerdem ist er Sprecher der Bewegung der Opfer von Staatsverbrechen (MOVICE).
1994 wurde Iván Cepeda Castro’s Vater ermordet.
2009 veröffentlichte er zusammen mit Jorge Rojas das Buch A las puertas de El Ubérrimo über die Netzwerke der Paramilitärs im Departamento Córdoba. Das Buch wurde ein Bestseller in Kolumbien.
Wegen Drohungen gegen ihn wurde er von Mitarbeitern der Peace Brigades International (PBI) begleitet.